# パターソン関数
パターソン関数（パターソンかんすう、英語: Patterson function）は、X線結晶構造解析において位相問題を解くために用いられる関数である。1934年にX線結晶学者アーサー・リンド・パターソンによって発表された。
パターソン関数は以下のように定義される。
{\displaystyle P(u,v,w)={\frac {1}{V}}\sum \limits _{hkl}\left|F_{hkl}\right|^{2}\;e^{-2\pi i(hu+kv+lw)}}
u, v, wは空間座標、Vは単位格子の体積、h, k, lはそれぞれミラー指数であり、F(hkl)はそのミラー指数の組に対応する結晶構造因子である。和はすべてのミラー指数の組み合わせについてとる。
結晶構造因子の絶対値の二乗はX線の回折強度に比例するため、パターソン関数はX線の強度情報のフーリエ変換に相当する。
パターソン関数は電子密度分布ρ(r)とそれを原点について空間反転したものρ(-r)との畳み込みに対応する。このことはパターソンから相談を受けたH. O. ウィーランドが導出した。ウィーランドはマサチューセッツ工科大学でパターソンの隣りの研究室で教授を務めていた。
{\displaystyle P({\vec {u}})=V\rho ({\vec {r}})*\rho (-{\vec {r}})=V\int \limits _{V}\rho ({\vec {r}})\cdot \rho ({\vec {u}}+{\vec {r}})\,dv}
積分は単位格子Vの中についてとる。
電子密度は原子の存在する位置で大きくなるので、パターソン関数P(u)は原子がrとu+rに存在する時に大きな値を持つ。すなわち、パターソン関数P(u)が大きな値を持つということはuだけ離れた2つの原子が存在していることを意味する。また、原子番号の大きな原子ほど多くの電子を持つので、パターソン関数は重原子の同士の位置を強調して表している。
N個の原子から成る単位格子のパターソン関数の空間分布(パターソンマップ)は、原点のピークを除いてN(N-1)個のピークを持つ(重複しているピークは別に数える)。またP(u) = P(-u)であるから、パターソンマップは常に中心対称である。
重原子を含む結晶では、パターソン関数から容易に重原子が格子内にどのように配列しているかを知ることができる。逆にその重原子だけの構造から結晶構造因子の位相を計算することができる。単位格子内の軽原子の数が重原子の数よりもあまり多くないか、多くてもほとんど乱雑に分布しているとみなせる場合、計算した位相は元の結晶の結晶構造因子の真の位相を良く近似している。これを利用してX線構造解析を行なう方法が重原子法や同型置換法と呼ばれる方法である。これらの方法は直接法が現れるまでは複雑な構造の結晶の解析を行なうほぼ唯一の方法であった。

## 1次元の例
デルタ関数の級数
{\displaystyle f(x)=\delta (x)+3\delta (x-2)+\delta (x-5)+3\delta (x-8)+5\delta (x-10)\,}
を考える。この時、パターソン関数は
{\displaystyle P(u)=5\delta (u+10)+18\delta (u+8)+9\delta (u+6)+6\delta (u+5)+6\delta (u+3)+18\delta (u+2)+45\delta (u)\ +18\delta (u-2)+6\delta (u-3)+6\delta (u-5)+9\delta (u-6)+18\delta (u-8)+5\delta (u-10)\,}
となる。
このf(x)はx = 2, 8, 10に重原子が存在している結晶の電子密度分布に対応する。
対応するパターソン関数は原子間距離u = ±2, ±6, ±8に大きな値をもっていることが分かり、逆にこの結果からx = m, m + 2, m + 6に重原子が存在していることが容易に推定される。